# Белочела врабчова чучулига
Белочела врабчова чучулига (Eremopterix nigriceps) е вид птица от семейство Чучулигови (Alaudidae).

## Разпространение и местообитание
Разпространен е в Бахрейн, Буркина Фасо, Джибути, Египет, Еритрея, Етиопия, Йемен, Индия, Ирак, Иран, Кабо Верде, Катар, Кувейт, Мавритания, Мали, Нигер, Нигерия, Обединените арабски емирства, Оман, Пакистан, Саудитска Арабия, Сенегал, Сомалия, Судан, Чад и Южен Судан.